# The Best People
Pour plus de détails, voir Fiche technique et Distribution.
The Best People est un film muet américain, réalisé par Sidney Olcott pour Paramount, avec Warner Baxter et sorti en 1925.

## Résumé
Bertie et Marian Lenox sont les enfants d'une famille aisée et leur mère a l'intention de se marier avec une personne de sa condition. Cependant, ses enfants ont des projets différents car Bertie est amoureux de la choriste Sally O'Neil et Marian aime Henry Morgan, le chauffeur de la famille. La famille découvre les mariages imminents et décide de les arrêter, ce qui crée des complications.

## Fiche technique
- Réalisation : Sidney Olcott
- Scénario : Bernard McConville, d'après une pièce de David Gray et Avery Hopwood
- Chef-opérateur : James Wong Howe
- Production : Jesse L. Lasky, Adolph Zukor
- Distribution : Paramount
- Durée : 60 minutes
- Date de sortie :
  - États-Unis : 9 novembre 1925

## Distribution
- Warner Baxter : Henry Morgan
- Esther Ralston : Alice O'Neil
- Kathlyn Williams : Mrs Lenox
- Edwards Davis : Bronson Lenox
- William Austin : Arthur Rockmere
- Larry Steers : Oncle Throckmorton
- Margaret Livingston : Millie Montgomery
- Joseph Striker : Bertie Lenox
- Margaret Morris : Marian Lenox
- Ernie Adams : le chauffeur de taxi
- Florence Roberts

## Anecdotes
Le film est tourné aux studios Paramount, Melrose Avenue, Hollywood. Il n'a pas connu d'exploitation en France.